# 공주제일교회
공주제일교회는 공주에 있는 감리교회로 스웨어러(W. C. Swearer) 선교사가 1898년 서울 이남 전담선교사로 임명받은 후 설립하였다. 미국 감리교회는 1902년 공주관찰부 앞에 있는 집을 구입하여 김동현 전도사를 파송 전도활동을 하였다. 1903년 7월 1일, 미국감리회의 맥길(William B. McGill) 선교사가 공주에 도착하여 이용주 전도사와 함께 공주읍내 하리동(현 앵산공원 서쪽 부근)에 초가 2동을 구입하여 실제적인 공주제일교회의 모태가 된다.
공주제일교회 건물은 1930년에 지어졌으며 1941년 전시에 적산으로 분류되어 교인들의 출입이 통제되었다. 한국전쟁 때 폭격으로 파괴되어 1956년에 재건됐다. 이 건물이 세워지기 전에는 협산자 교회 건물을 이용하였다. 협신자라는 이름은 우산을 들고 가던 이름을 밝히지 않은 신사가 기부한 돈으로 지어졌다고 하여 협신자 교회로 불렸다.